# Markasit
Denna artikel handlar om mineralet markasit, för slipade stålsmycken med snarlikt namn, se markasitsmycke.
Markasit är ett vanligt förekommande, dekorativt mineral med den kemiska sammansättningen FeS2 (järndisulfid). 
Markasit har samma kemiska sammansättning som svavelkis och förväxlas ofta med detta mineral. Markasit har dock lägre densitet (är lättare) och är sprödare än svavelkis.  Markasit spricker lättare och kristalliserar dessutom annorlunda än svavelkis vilket per definition gör den till ett eget mineral. (Jämför diamant/grafit.)
Markasit kan bildas både som primärt och sekundärt mineral. 
Som primärt mineral bildar markasit noduler, konkretioner och kristaller i olika sedimentära bergarter. Exempelvis i Dover, Kent i Storbritannien där markasit bildar vassa, fristående kristaller, kristallgrupper och noduler i kalk. Markasit kan även förekomma i hydrotermala gångar. I Sverige förekommer markasit i kambrosiluriska avlagringar i Skåne, Öland, Gotland, Östergötland och Siljansområdet.[källa behövs] Tillsammans med svavelkis utgör svavelkis de vanligaste sulfidmineralen i kolavlagringar.
Som sekundärt mineral bildas markasit genom kemisk omvandling av primära mineral som pyrrhotit eller kopparkis. Färgen på en färsk yta varierar från blekt gul till vit och har en metallisk lyster. Ytans färg ändras med tiden till gul-brunt.
Markasit kan långsamt sönderfalla till ett vitt pulver. Processen bakom detta sönderfall är dåligt undersökt och drabbar prover endast godtyckligt, somliga kristaller kan klara sig helt från sönderfall. Sönderfallet orsakas av att markasit reagerar med fukt varigenom en reaktion med svavel skapar svavelsyra. Syran attackerar andra sulfidmineral i närheten. Vissa forskare har föreslagit att bakterier påskyndar denna process genom att "äta" mineralet.
Markasit kan bilda pseudomorfer efter mineral som svavelkis, gips och fluorit. Markasit förekommer ofta med mineral som svavelkis, blyglans, zinkblände, fluorit och kalkspat.

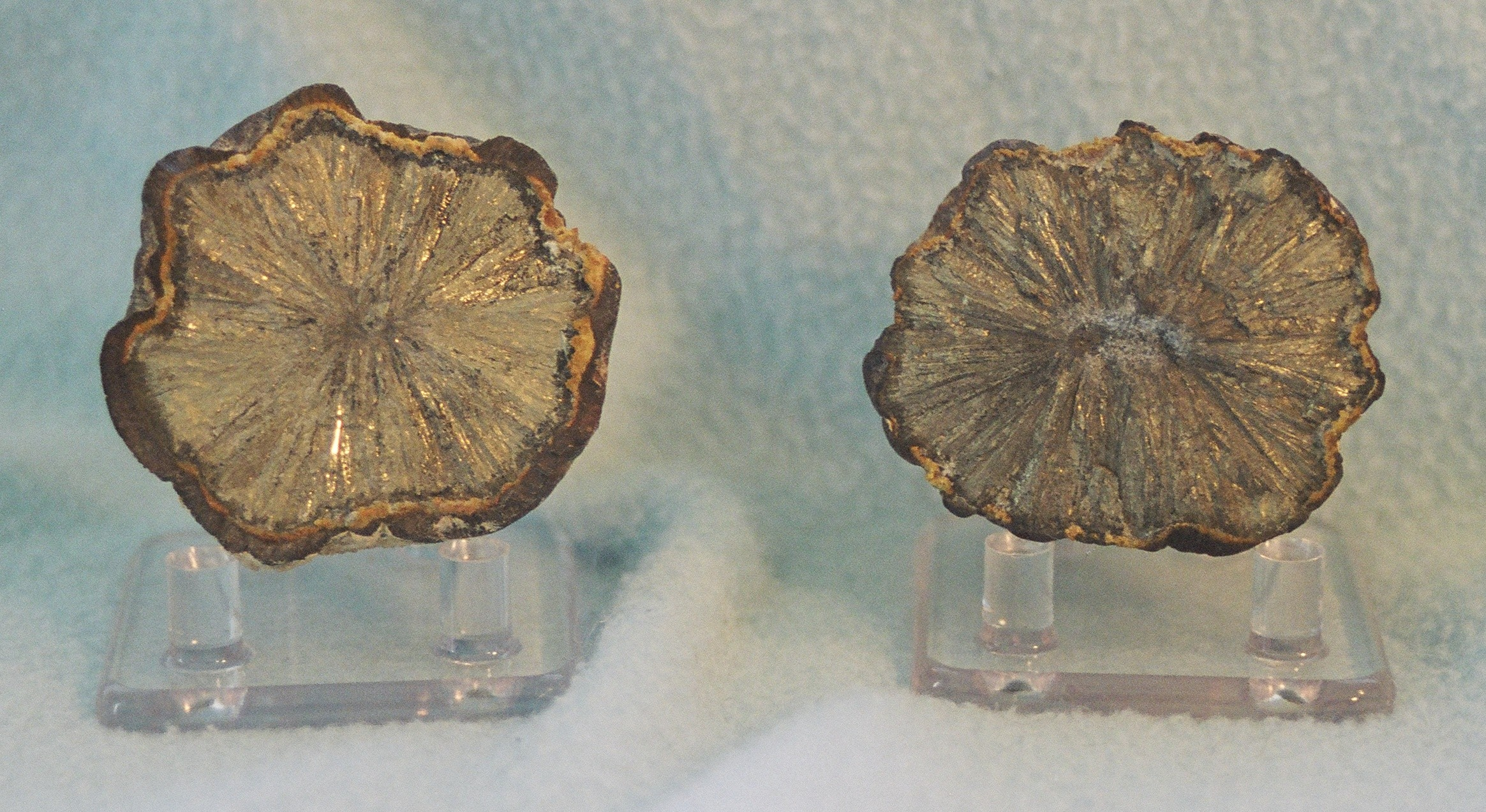
Två halvor av radierande markasit från Frankrike

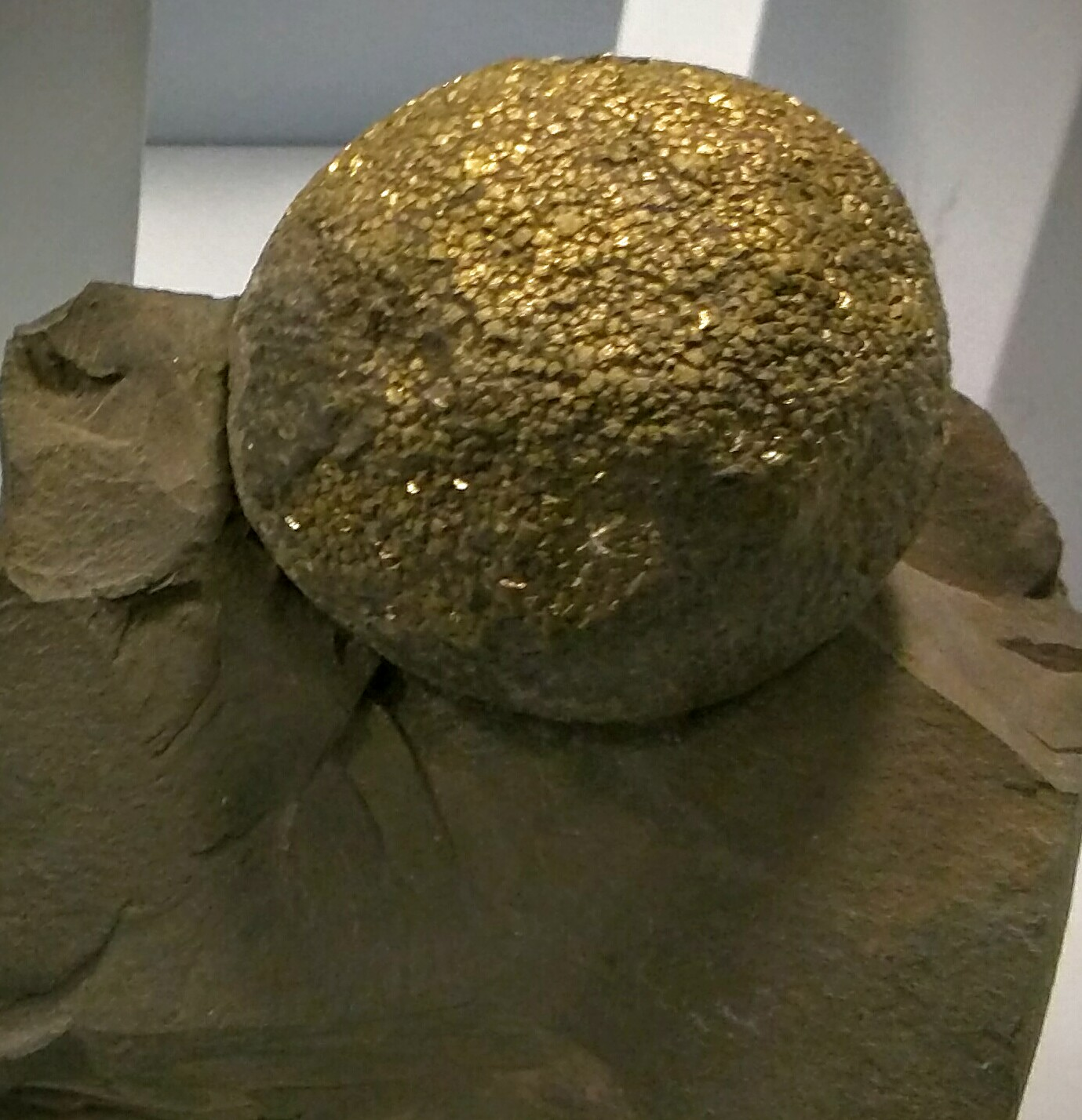
Boll sammansatt av många markasitkristaller